# Cochranella vozmedianoi
Cochranella vozmedianoi là một loài ếch trong họ Centrolenidae, đây là loài đặc hữu của Venezuela. Tên địa phương của nó là "ranita de cristal de Paria" (Paria Glass-frog). Môi trường sống tự nhiên của nó là các vùng đất thấp nhiệt đới hoặc cận nhiệt đới và sông. Tình trạng bảo tồn của nó là không rõ.